# Single information single audit
SISA staat voor single information en single audit. Het is een systematiek die in Nederland door de Rijksoverheid is ingevoerd voor de verantwoording van onder andere specifieke uitkeringen aan medeoverheden. Hierdoor hoeven gemeenten en provincies voortaan nog maar op één moment per jaar (single information) informatie aan het Rijk te leveren. Bij de controle van deze informatie wordt vervolgens gesteund op de controle die de organisatie zelf al uitvoert (single audit). De Rijksoverheid voert hiervoor geen aparte controle (meer) uit.

## Uitgangspunten
De Rijksoverheid wil met SISA de verantwoordingsbureaucratie verminderen. Met ingang van het verantwoordingsjaar 2006 is het principe van SISA van toepassing. Hierdoor hoeven gemeenten, provincies en regio’s met een gemeenschappelijke regeling voortaan minder informatie te verstrekken aan het Rijk over de besteding van specifieke uitkeringen. Ook is de controle van deze informatie sterk verminderd.

## Ontstaansgeschiedenis
Single Information Single Audit is onderdeel van de reactie van het kabinet op het rapport ‘Anders gestuurd, beter bestuurd: de specifieke uitkeringen doorgelicht’ van de stuurgroep onder leiding van Elco Brinkman uit oktober 2004.  In dit rapport zijn 155 specifieke uitkeringen van de overheid doorgelicht. Hierbij is uitgegaan van de uitgangspunten van de kabinetsvisie Andere Overheid waarin onder andere gepleit wordt voor een vermindering van de regeldruk van de Rijksoverheid naar de lagere overheden.
De Rijksoverheid wil de volgende doelen behalen:
- een vermindering van het aantal bestaande specifieke uitkeringen, door afschaffing en bundeling van bestaande specifieke uitkeringen en terughoudendheid bij het instellen van nieuwe specifieke uitkeringen
- zo veel mogelijk beleids- en bestedingsvrijheid
- de verantwoordingsbureaucratie verminderen voor de resterende specifieke uitkeringen

Het komt er dus op neer dat de Rijksoverheid meer op hoofdlijnen stuurt en meer verantwoordelijkheid bij de medeoverheden legt.